# Grand Theft Auto: The Ballad of Gay Tony
«Grand Theft Auto: The Ballad of Gay Tony» (GTA IV: TBoGT, укр. Балада про Гея Тоні) — другий і останній з додаткових епізодів для гри Grand Theft Auto IV, випущений для платформ Xbox 360, PlayStation 3 та PC. Проєкт вийшов 29 жовтня 2009-го року для консолі Xbox 360. Доступний для придбання як через Xbox Live, так і в складі видання Grand Theft Auto: Episodes From Liberty City.

## Сюжет
Головним героєм є Луїс Лопез (Luis Lopez) — особистий охоронець і компаньйон імпресаріо нічних клубів Ліберті-Сіті — Тоні Принца, (відомого, як «Гей Тоні» або «Блакитний Тоні»), що володіє клубами «Hercules» (для геїв), і «Maisonette 9» (для гетеросексуалів). Тоні здійснює декілька помилок, і його підсаджує на гачок російська мафія, яка бажає прибрати до рук його клуби. Залишається сподіватися тільки на Луїса Лопеза, який допомагає йому, бо Тоні дав Луїсу роботу, «вивів у люди», і в цілому влаштував його нове життя.

### Луїс Лопез
Луїс Лопез (англ. Luis Fernando Lopez)- головний герой відеоігри. Є правою рукою і за сумісництвом особистим охоронцем Ентоні «Гея» Прінса, який володіє двома нічними клубами в Ліберті-Сіті. Батько Луїса служив у повітряно-десантних військах і, судячи з коротким листів брата і сестри і ще більш коротким реплікам матері, кинув їх дуже давно. Його фотокартка висить у Луїса будинку. У Луїса є мати, Адріана Лопез, брат Ернесто і сестра Літа. З листів рідних, до речі, видно, що вони живуть як рядові обивателі і незмінно докоряють брата його безпутною-злочинної життям. Крім того, сестра Луїса Літа одружена з «білим» американцем, а не з латиносом. Луїс рано кинув школу, працював наркодилером в Нортвуді. Після того як Тоні заборгував грошей Морі Кіббуц, Рокко та сім'ю Анчелотті, Луїс виконує для них деякі доручення. Після він знайомиться з Юсуфом Аміром і допомагає йому вкрасти військовий вертоліт, бронетранспортер і вагон поїзда метро. Потім він разом з Тоні і Еваном їде на операцію з купівлі діамантів, але вона зривається через напад Джонні Клебітца. Луїс веде Тоні, в той час як Еван відвозить діаманти. Пізніше стає відомо, що Джонні убив Евана і забрав діаманти. Луїс зриває угоду з продажу вкрадених діамантів єврейської мафії, в якій беруть участь Джонні Клебітц та Ніко Беллік, і забирає діаманти. Через кілька днів Тоні повідомляє про те, що викрадена Грейсі Анчелотті, дочка глави сім'ї Анчелотті. Луїс і Тоні вистежують одного з викрадачів — Патріка Макрірі. Викрадачі вимагають в обмін на Грейсі діаманти, і Анчелотті змушує Тоні і Луїса віддати їх. Грейсі повертається до батька.
Під час відвідування клубу Луїс знайомиться з російським мафіозі Реєм Булгаріним. Після виконання кількох його доручень Луїс дізнається, що діаманти, куплені Тоні, належали йому, і Булгарин намагається вбити його. Після Луїс зустрічається з Рокко, який говорить, що із ситуації є лише два виходи — вбити Тоні або померти самому. Луїс повертається в клуб Тоні, де його вже чекають Рокко і Вінс, але Луїс вбиває Вінса, після чого на клуб нападає банда росіян, але Тоні і Луїсу вдається піти. Луїс вирішує вбити Булгарина. Він вирушає на місце поставки героїну і знищує його помічника Тимура, а потім вирушає в аеропорт і встигає застрибнути в літак Булгарина. Убивши його, Луїс вистрибує з літака на парашуті. Повернувшись до Тоні і зустрівшись з Юсуфом, вони вирішують повернутися в бізнес.

## Геймплей
Другий епізод Grand Theft Auto IV, The Ballad of Gay Tony показує нам Ліберті Сіті, наповнений зброєю, гламуром і брудом. Разом з новим головним героєм Луїсом Лопез (Luis Lopez) гравцям доведеться боротися з російською мафією та іншими конкуруючими кримінальними сім'ями.

### Нововведення
У гру було додано цілий ряд нових можливостей, міні-ігор, другорядних місій. Тепер для того, щоб зустрітися з усіма друзями відразу, треба тільки зателефонувати один раз і протагоніст вирушить на зустріч зі своїми двома доступними друзями. Були додані нові міні-ігри: аерохокей; підпільні бої без правил, гольф, міні-гра за вживання шампанського, танці в нічному клубі, триатлон (в гонках на автомобілях встановлена система окису азоту) та інші.
З'явилися додаткові місії з управління нічним клубом. Гравець може як виконувати забаганки VIP гостей, так і побути в ролі викидайла.
Додана оцінка проходження кожної сюжетної місії по 100% шкалою згідно з виконанням необхідних для це умов, які індивідуальні для кожної місії. Також додана можливість перепроходити пройдені місії. Аналогічна функція була реалізована і в інших іграх Rockstar Games — в Manhunt, GTA: Chinatown Wars, Red Dead Redemption та L.A. Noire.
Спеціально до виходу гри Rockstar Games підготували серію ексклюзивних футболок з логотипами гри, і видання « 'Episodes from Liberty City'».

#### Нове озброєння та спорядження
- Pistol.44 — Швидкострільний пістолет для швидких і точних вбивств.
- Explosive Shotgun — Має досить слабкий відбій, при цьому поєднує в собі силу пострілу звичайного дробовика зі скорострільністю. Це робить його ідеальним зброєю при битві з кількома противниками. А використання розривних патронів дозволяє знищувати транспортні засоби.
- Assault SMG — Легкий, точний, компактний пістолет-кулемет.
- Gold SMG — Позолочена версія Assault SMG.
- Advanced MG-Кулемет, що робить 900 пострілів на хвилину.
- Advanced Sniper — Удосконалена снайперська гвинтівка володіє збільшеним радіусом стрільби, скорострільністю і новим прицілом нічного бачення.
- Sticky Bombs — Бомба-липучка з дистанційним детонатором.
- Parachute — Парашут знадобиться для висадки на ворожі території, або для швидкої евакуації з висотних будівель і бейс-джампінгу. На просторах Ліберті-Сіті знаходиться 15 спеціальних точок, з яких можна здійснювати божевільні стрибки.

Також в The Ballad of Gay Tony доступна частина зброї з The Lost and Damned.

#### Нові транспортні засоби
Rockstar North додало в гру 26 нових транспортних засобів.
Повітряний транспорт
- Buzzard — невеликий маневрений гелікоптер, озброєний ракетами і двома стаціонарними кулеметами.
- Swift — швидкісний і комфортабельний вертоліт для доставки VIP-персон.
- Skylift — величезний вантажний вертоліт, з'являється всього в двох місіях.
- Maverick

Мотоцикли
- Новий Faggio — моторолер в класичному вигляді.
- Akuma
- Vader
- Hexer
- Police Bike — Доступний тільки в Вільному режимі мультиплеєра.

Човни
- Smuggler
- Blade
- Floater

Автомобілі
- Schafter
- Stretch E (З'являється лише в місії Frosting on The Cake)
- Tampa
- Bullet GT
- Buffalo
- Super Diamond
- Super Drop Diamond
- Serrano
- APC (Armored Personnel Carrier) — бронетранспортер.
- Bullet
- F620
- Caddy
- Brickade
- Police Stinger (Доступний тільки в Вільному режимі мультиплеєра)

## Додатки до саундтреку
На новій радіостанції ми можемо почути найкращу музику «восьмидесятих». Ця радіостанція доступна тільки у виданні Епізоди з Ліберті-Сіті. Крім нової музики, з'явилося нове радіо-шоу на Intergrity 2.0
- Electrochoc — налічує 13 треків;
- K-109 Studio — налічує 17 треків;
- Владивосток — налічує 15 треків;
- Сан-Хуан Звуки — налічує 8 треків;
- RamJam — налічує 12 треків;
- самореалізація — налічує 8 треків;
- Vice City — налічує 28 треків.

## Оцінки ігрових видань
Видання New York Times опублікувало позитивну рецензію на гру.

## Список офіційних відеороликів
- Grand Theft Auto IV: The Ballad of Gay Tony Дебютний трейлер [Архівовано 17 березня 2013 у Wayback Machine.] 'Російська версія . [Архівовано 29 жовтня 2015 у Wayback Machine.] '
- Grand Theft Auto IV: Episodes From Liberty City, Trailer № 2 — «There's Always A Girl» [Архівовано 6 листопада 2015 у Wayback Machine.] 'ru/videomania/101898 / Російська версія.[недоступне посилання з червня 2019] '
- Grand Theft Auto IV: The Ballad of Gay Tony «Weazel News» [Архівовано 14 листопада 2009 у Wayback Machine.] 'Російська версія. [Архівовано 23 лютого 2016 у Wayback Machine.] '
- Grand Theft Auto IV: The Ballad of Gay Tony «Tony Prince» [Архівовано 3 серпня 2010 у Wayback Machine.]
- Grand Theft Auto IV: The Ballad of Gay Tony «Yusuf Amir» [Архівовано 3 серпня 2010 у Wayback Machine.]
- Grand Theft Auto IV: Episodes From Liberty City «Armando, Henrique & Brian» [Архівовано 10 грудня 2015 у Wayback Machine.]
- Grand Theft Auto IV: Episodes From Liberty City «FIZZ TV — The Nightlife of Liberty City» [Архівовано 7 грудня 2015 у Wayback Machine.]
- Grand Theft Auto IV: The Ballad of Gay Tony: Extreme Base Jumping Competition [Архівовано 9 грудня 2015 у Wayback Machine.]
- New Episodes from Liberty City Video: Princess Robot Bubblegum]
- Grand Theft Auto: Episodes from Liberty City Meet: Luis Lopez [Архівовано 19 лютого 2014 у Wayback Machine.]